# Fernando Collar de Cáceres
Fernando Collar de Cáceres (Segovia, 1950-Madrid, 2017) fue un historiador del arte español, profesor de la Universidad Autónoma de Madrid.

## Biografía
Nació en Segovia en 1950. La memoria de licenciatura que defendió en 1974 en la UAM en 1974 versó sobre el pintor segoviano Alonso de Herrera. También estudió el tema de los pintores de Felipe II, el pintor Pedro Berruguete, además de, más general, el arte de la Edad Moderna, la pintura del Barroco, especialmente la madrileña, y el arte segoviano.
Fue primero profesor ayudante en la Universidad Autónoma de Madrid. En 1988 ganó plaza de profesor titular de universidad. De la mano de Joaquín Yarza Luaces, y más tarde de Alfonso E. Pérez Sánchez, comenzó investigar la pintura del Renacimiento en el marco jurídico de la antigua diócesis de Segovia. Esta labor cuajó en su tesis doctoral Pintura en la antigua diócesis de Segovia (1500-1631), defendida en 1987 y editada en versión reducida en dos volúmenes en 1989 (Diputación Provincial de Segovia).
Ha sido considerado una autoridad de la pintura española de la Baja Edad Media y del Renacimiento. En esta línea investigadora se encuadran variados textos como “Pintura en Segovia de 1450 a 1500” (Estudios Segovianos, 1998, pp. 97-146) y los tres incluidos en el catálogo de la exposición Pedro Berruguete en Segovia (“La pintura en Segovia en tiempos de Berruguete”, pp. 45-58; “Pedro Berruguete en el contexto artístico de la Catedral y el Alcázar”, pp. 77-87; y “La huella de Berruguete en Segovia: fortuna de un modelo”, pp. 89-100. Diputación Provincial de Segovia / JCyL, 2013, pp. 45-58, 77-87 y 89-100).
Fernando Collar perteneció a una generación de historiadores del arte español en transición desde los estudios tradicionales de carácter formalista hacia las nuevas metodologías, especialmente la iconografía y la iconología. En este campo se sitúa el estudio “En torno al ‘Libro de Retratos de los Reyes’ de Hernando de Ávila” (Boletín del Museo del Prado, 1983, pp. 7-35), culminado en la edición facsímil de El libro de retratos, letreros e insignias reales de los reyes de Oviedo, León y Castilla (Madrid, Edilán, 1985). Y también “Los Letreros e Insignias Reales de Garibay 1593): Proyecto para la reforma de una serie icónica”, estudio que acompaña a la edición del libro Esteban Garibay. Letreros e Insignias Reales de todos los serenisimos Reyes de Obiedo, Leon, y Castilla, para la sala de los alcaçares de Segovia, ordenados por mandato del Catholico Rey nues-tro señor Don Philipe el II (Segovia, Patronato del Alcázar, 1993). De temática afín es el estudio sobre el “Arte y arquitectura en la entrada de Anna de Austria en Segovia” incluido en la edición de la Relación verdadera del recibimiento que hizo la ciudad de Segovia a la majestad de la reyna señora doña Anna de Austria de Jorge Báez de Sepúlveda (Alcalá de Henares, 1572) (Segovia, Fundación Don Juan de Borbón, 1998), con un trabajo de reconstrucción de las arquitecturas efímeras erigidas con motivo de tal celebración. Junto a estos trabajos de iconografía áulica se encuentran otros muchos de iconografía religiosa y la representación plástica de temas como la Inmaculada Concepción o la Trinidad desde las fuentes de la mística, el dogma y la teología, con artículos como “Varia inmaculadista (algunas pinturas seiscentistas inéditas o poco conocidas)” (BSAA, 64, 1998, pp. 369-393) y “El Apocalipsis cum figuris en la sillería de Santa María del Parral” (BSAA, 66, 2000, pp. 217-248).
Fue también una autoridad en iconografía de órdenes religiosas, especialmente del Carmelo Descalzo. Por diversas circunstancias, mantuvo un trato muy cordial con numerosos conventos de esta orden, tan enraizada en Segovia a través de san Juan de la Cruz, a cuya figura dedicó un estudio sobre la arquitectura de su capilla segoviana (“La capilla de San Juan de la Cruz, en Segovia: Adiciones y precisiones”, Boletín del Museo e Instituto Camón Aznar, 13, 1983, pp.19-40) y otro de carácter iconográfico a propósito del penoso proceso de canonización del santo (“En torno a la iconografía de San Juan de la Cruz: A propósito de su capilla-mausoleo”, Boletín del Museo e Instituto Camón Aznar, 30, 1987, pp. 79-94).
Más tardíos fueron los ensayos para las exposiciones Santa Teresa de Jesús y San Juan de la Cruz: El encuentro (Medina del Campo, Museo de las Ferias, 2014) y Santa Teresa en Segovia (Museo Provincial, 2015), especialmente las “Notas iconográficas sobre Santa Teresa (de Jesús) y San Juan de la Cruz: El Encuentro y los reencuentros”, incluidas en el catálogo de la exposición medinense (pp. 59-73). También fue experto en fuentes literarias y gráficas de la emblemática europea, conocimiento expuesto de modo práctico en numerosas investigaciones de carácter iconográfico. En el campo de la emblemática fue autor de los estudios “El tablero italiano de la ‘Filosofía Cortesana’ de Alonso de Barros (1588); la carrera de un hombre de corte” (Anuario del Departamento de Historia y Teoría del Arte, U.A.M., 2009) y “Dos jeroglíficos sacramentales para un rey” (Boletín del Seminario de Arte y Arqueología, 79, 2013, pp. 83-92). En el campo de los tratados de arquitectura, fue autor de los estudios dedicados a manuscritos y traducciones españolas de Vitruvio o de Sebastiano Serlio: “La versión castellana (inédita) del Segundo libro de Serlio” (Boletín del Museo e Instituto Camón Aznar, 77, 1999, pp. 5-52) y “Una traducción de Vitruvio olvidada” (en Libros con arte, arte con libros, Cáceres, 2007, pp. 197-205).
El conocimiento de primera mano de todo tipo de manifestaciones artísticas conservadas en iglesias y conventos proporcionaron a Collar de Cáceres abundantes materiales inéditos a los que pocos hasta entonces habían tenido acceso. En sus problemáticas particulares podían llegar a ser piezas de un engranaje general más amplio de la historia del arte. Poco a poco, fue dando a la imprenta numerosos artículos sobre pintura española y europea de los siglos XVI al XVIII, y sobre la escultura segoviana que conectaba estilísticamente con la Corte o con los talleres de Valladolid.
Publicó en revistas como Archivo Español de Arte, Goya, Boletín del Seminario de Arte y Arqueología de Valladolid, Estudios Segovianos, BMI Camón Aznar, Boletín del Museo del Prado, Boletín de Amigos del Museo de Guadalajara, Estudios Manchegos, Boletín del Instituto de Estudios Asturianos y en la Revue Belge d’Archeologie et d’Histoire de l’Art.
También participó en los catálogos de las exposiciones El Toledo del Greco (Toledo, 1982); El mundo de Carlos V, de la España medieval al Siglo de Oro (México, D. F, 2000); Las Edades del Hombre en sus ediciones de El Árbol de la Vida (Segovia, 2003), Testigos (Ávila, 2004) y Santa Teresa de Jesús (Ávila, 2015); y en A su imagen (Madrid, 2014). En el Diccionario biográfico español de la Real Academia de la Historia asumió, desde 2009, el trabajo de redactar más de cuarenta biografías.
Collar de Cáceres, que fue miembro de la Real Academia de Historia y Arte de San Quirce, falleció en Madrid el 13 de marzo de 2017.